# Johann Schober

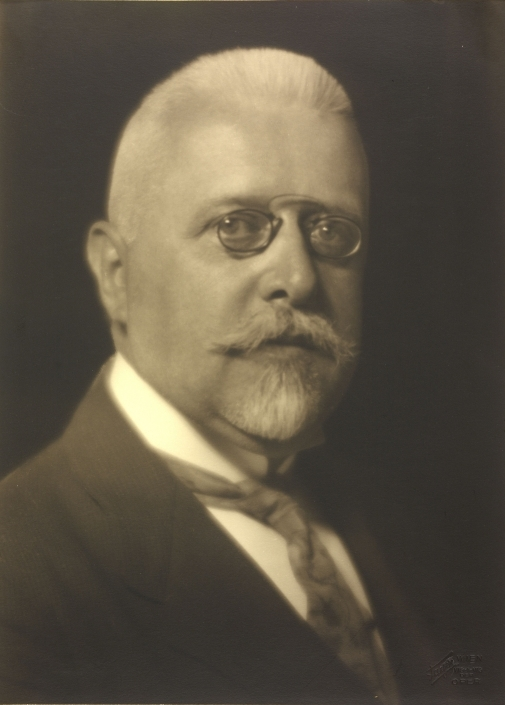
Johann Schober

Johann(es) Schober (Perg, 14 november 1874 – Baden bei Wien, 19 augustus 1932) was een Oostenrijks jurist, beambte en politicus. Hij was enige tijd bondskanselier en minister van buitenlandse zaken van Oostenrijk.
Schober was tussen 1918 en 1932 hoofd van de politie in Wenen. Toen in juli 1927 in Burgenland een veteraan en een jongetje meelopend in een optocht van de sociaaldemocratische militie Republikanischer Schutzbund werden doodgeschoten door demonstrerende leden van de nationaal-conservatieve Heimwehr, brak in Wenen een opstand uit. Onder de verantwoordelijkheid van Schober werd ingegrepen en vielen 89 doden en meer dan duizend gewonden. Het ingrijpen markeerde de ontstane polarisatie in de Oostenrijkse samenleving. 
Johann Schober werd voor het eerst bondskanselier in 1921 (tot 1922). In 1923 werd hij eerste voorzitter van het in hetzelfde jaar gestichte Internationale Kriminalpolizeiliche Kommission (IKK, tegenwoordig bekend als Interpol). Vervolgens werd Schober wederom bondskanselier; zijn termijn liep van september 1929 tot september 1930. Zijn beleid werd gekenmerkt door een hervorming van de grondwet en het afschaffen van de herstelbetalingen, die in het verdrag van Saint-Germain waren vastgelegd. Na deze periode keerde hij terug als vicebondskanselier, minister van buitenlandse zaken en parlementsafgevaardigde. Hij overleed in 1932 op 57-jarige leeftijd.
Karl Renner · Michael Mayr · Johann Schober · Walter Breisky · Johann Schober · Ignaz Seipel · Rudolf Ramek · Ignaz Seipel · Ernst Streeruwitz · Johann Schober · Carl Vaugoin · Otto Ender · Karl Buresch · Engelbert Dollfuss · Kurt Schuschnigg · Arthur Seyss-Inquart · Karl Renner · Leopold Figl · Julius Raab · Alfons Gorbach · Josef Klaus · Bruno Kreisky · Fred Sinowatz · Franz Vranitzky · Viktor Klima · Wolfgang Schüssel · Alfred Gusenbauer · Werner Faymann · Christian Kern · Sebastian Kurz · Hartwig Löger · Brigitte Bierlein · Sebastian Kurz · Alexander Schallenberg · Karl Nehammer · Alexander Schallenberg · Christian Stocker